# Huamachuco
Huamachuco ist die Hauptstadt der Provinz Sánchez Carrión in der peruanischen Region La Libertad. Die Einwohnerzahl beim Zensus 2017 betrug 41.613. 10 Jahre zuvor lag sie bei 28.330. Der Name der Stadt ist von dem dort ehemals ansässigen Volk der Wamachukos abgeleitet.
Huamachuco ist Sitz der gleichnamigen Territorialprälatur der katholischen Kirche.

## Geschichte
Die Stadt wurde 1553 (oder nach anderen Quellen 1554) von den Augustinern gegründet. Im Januar 1821 wurde in Huamachuco die Unabhängigkeit von der spanischen Krone erklärt (nach der Erklärung in Trujillo, aber noch vor der in Lima). Simón Bolívar und José Faustino Sánchez Carrión organisierten von hier aus die Befreiungsarmee mit großer Unterstützung der ansässigen Bevölkerung. Am 10. Juli 1883 fand vor den Toren der Stadt die Schlacht von Huamachuco statt, in der die chilenische Armee über die peruanischen Truppen siegte. Es war die letzte Schlacht des Salpeterkrieges.

## Geographie
Huamachuco liegt ca. 180 km östlich von Trujillo auf einer Höhe von 3180 m im nördlichen Teil der peruanischen Anden (La Sierra). Aufgrund seiner Lage in der Nähe des Äquators ist das Klima trotz der großen Höhe gemäßigt.
Alle Höhenangaben folgen dem spanischen Höhensystem msnm, das sich auf die Höhe über dem Meeresspiegel in Alicante bezieht.

## Verkehr
Die Stadt ist von Trujillo aus über eine erst vor kurzem asphaltierte Straße in etwa vier bis fünf Stunden zu erreichen. Auch die Straße nach Cajamarca ist asphaltiert. Diese Städte werden täglich von Bussen angefahren. Die Weiterfahrt in weitere Städte der Provinz erfolgt mit Kleinbussen oder Lastwagen.
Huamachuco besitzt auch einen kleinen Flugplatz, der nur unregelmäßig von Flugzeugen der Minengesellschaft und von Privatpersonen angeflogen wird, jedoch nicht von Linienmaschinen.

## Wirtschaft
Die Hauptwirtschaftszweige in der Stadt Huamachuco sind der Handel, andere Dienstleistungen und Kleingewerbe. Das Umland und die Provinz Huamachuco insgesamt sind hauptsächlich von Landwirtschaft geprägt. Hauptanbauprodukte sind Kartoffeln, Weizen, Mais, Gerste, Bohnen, Linsen und Gemüse. Daneben gibt es milchverarbeitende Industrie und es werden Kaolin, Ton, Steinkohle, Kalk und neuerdings auch Gold abgebaut. Seit einigen Jahren bemüht sich die Stadtverwaltung um eine verbesserte touristische Infrastruktur, um das touristische Potential der Stadt und seiner Umgebung nutzen zu können.

## Sehenswürdigkeiten

### Plaza Mayor

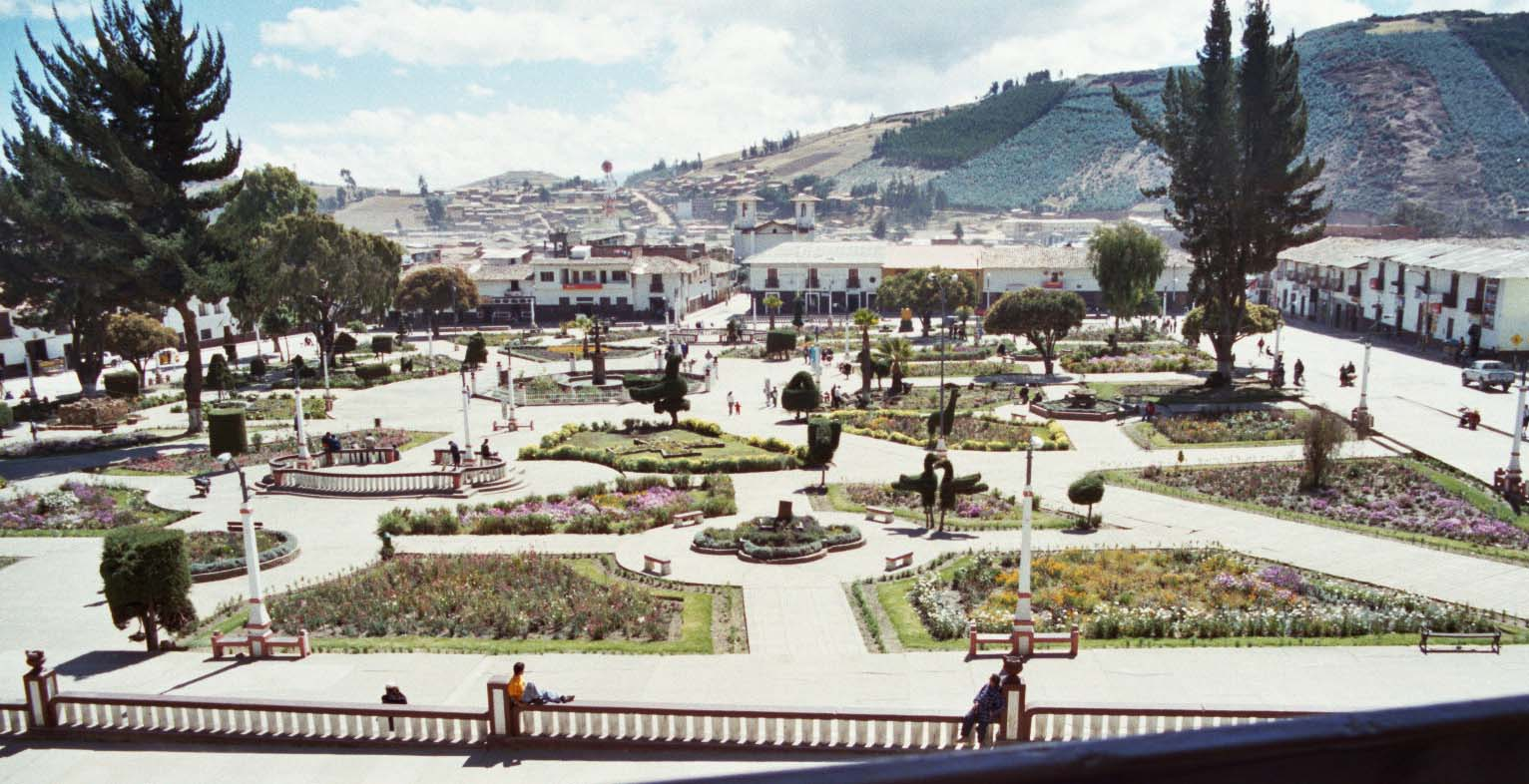
Plaza Mayor ("Hauptplatz") von Huamachuco

An der Plaza Mayor, dem Hauptplatz der Stadt, befinden sich die Kathedrale, das städtische Theater, der Glockenturm, das Geburtshaus von José Faustino Sánchez Carrión und die Schule "San Nicolás". Der Platz selbst gilt als einer der größten seiner Art in Peru. In der Mitte des Platzes gibt es einen Springbrunnen, das Besondere sind jedoch die vielen, in unterschiedlichste Formen geschnittenen Zypressen.

### Archäologisches Museum
Einen Block vom Hauptplatz entfernt befindet sich das Archäologische Museum, in dem verschiedene archäologische Fundstücke aus Keramik, Stein und Gold gezeigt werden.

### Marcahuamachuco

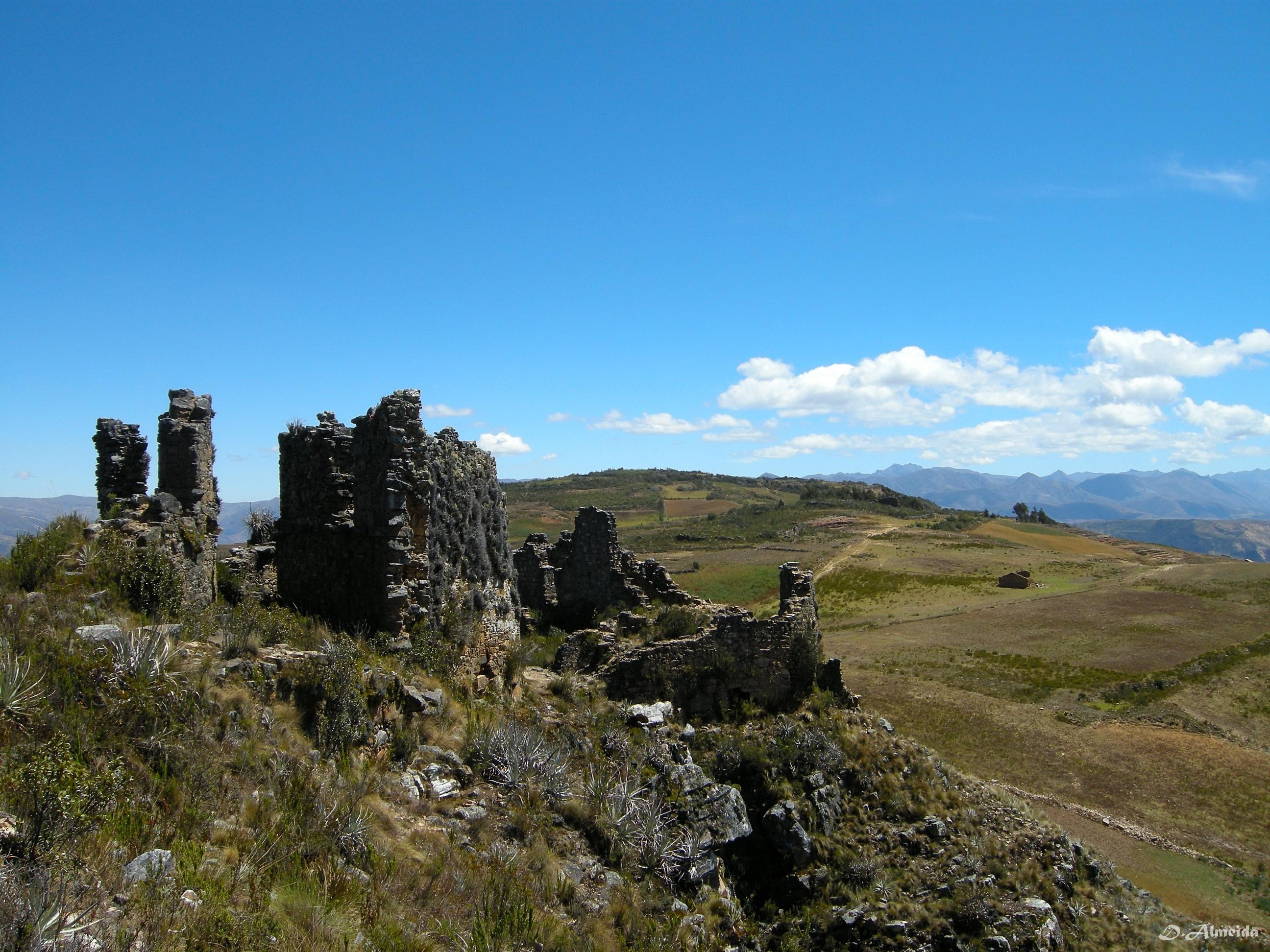
Marcahuamachuco

Der archäologische Komplex Marcahuamachuco oder auch Markawamachuku liegt ca. 10 km westlich von Huamachuco in einer Höhe von 3595 m auf dem gleichnamigen Berg, wo er sich über ca. 5 km mit einer Breite von 400 bis 600 m hinzieht. Die ersten Bauten wurden während der sogenannten "frühen Zwischenperiode" (500 nC bis 700 nC) errichtet. Markahuamachuco war das religiöse und wahrscheinlich auch politische Zentrum des Volkes der Wamachuku und mindestens bis zum Ende des 15. Jahrhunderts durch Incas bewohnt.

### Wiracochapampa
Die Zitadelle Wiracochapampa liegt ca. 3 km nördlich von Huamachuco auf einer Ebene. Die verschiedenen Bauten wurden hauptsächlich aus Sandstein auf einer Fläche von etwa 500 mal 500 m errichtet. Nach dem derzeitigen Stand der Forschung wurde die Zitadelle von Leuten der Wari-Kultur erbaut und aus noch ungeklärten Umständen vor Ende der Bauarbeiten verlassen. Seit 1997 findet dort jedes Jahr Mitte August unter reger Beteiligung der örtlichen Bevölkerung das Waman Raymi ("Fest des Falken") statt, das die Geschichte des Volkes der Wamachucos nachstellt und jährlich tausende Besucher anlockt.

### Sausacocha-See
6 km östlich von Huamachuco liegt auf einer Höhe von 3200 m der Sausacocha-See mit einer Wasserfläche von 172 ha und einer Tiefe bis zu 15 m. In seinen klaren, kalten Wassern gibt es viele Forellen und Karpfen. Die weiten Schilfgürtel an seinen Ufern sind Habitat für verschiedene Enten- und Rallenarten. An seinem südlichen Ufer kann man grillen und es gibt die Möglichkeit, den See mit Booten zu befahren.

### Heiße Quellen von Yanazara
Etwa 18 km von Huamachuco entfernt liegen auf etwa 2480 m die heißen Quellen von Yanazara. Das etwa 40 °C warme Wasser enthält u. a. Natriumchlorid, Calciumchlorid, Natriumsulfat sowie Eisen und wird besonders gegen Rheuma empfohlen. Neben einem offenen Schwimmbecken gibt es Duschen und Umkleideräume.